# Орлова (Богдановицький міський округ)
Орло́ва (рос. Орлова) — присілок у складі Богдановицького міського округу Свердловської області.
Населення — 41 особа (2010, 46 у 2002).
Національний склад станом на 2002 рік: росіяни — 91 %.